# Charleton
Charleton – civil parish w Anglii, w hrabstwie Devon, w dystrykcie South Hams. W 2011 civil parish liczyła 504 mieszkańców. Charleton jest wspomniana w Domesday Book (1086) jako Cheletone/Cheletona.